# Band-Maid
Band-Maid, stylisé BAND-MAID et précédemment BAND-MAID®, est un groupe de rock féminin japonais, originaire de Tokyo. À l'origine signé chez Gump Records, une empreinte de l'agence Platinum Passport, elle-même une division d'Avex Group, le groupe signe chez Crown Stones en 2016.

## Biographie
Band-Maid est formé comme quatuor en juillet 2013. La chanteuse et guitariste Miku recrute la guitariste Kanami, qui amènera son amie et batteuse Akane, qui, en retour, amènera la bassiste Misa. Elles jouent pour la première fois sur scène au PP Audition organisé au Osaka Deep le 24 juillet. La chanteuse Saiki se joint au groupe en auditionnant en août ; elles forment alors un quintette qui joue pour la première fois au complet au P Festival à Shibuya-AX le 22 août 2013.
Depuis leur création, Band-Maid joue régulièrement aux alentours de Tokyo. Le groupe publie son premier EP, Maid in Japan, en janvier 2014, écrit en collaboration avec les musiciens Masahiko Fukui et Kentaro Akutsu (plus tard du groupe Zero). En août 2014, Band-Maid publie le maxi-single Ai to Jōnetsu no Matador. En novembre 2015, elles publient leur album New Beginning. Le groupe entreprend une tournée dans Tokyo en soutien à l'album en février 2016, culminant à un concert à guichet fermé le 14 juillet. En mars, elles jouent pour la première fois outremer au Sakura-Con de Seattle, Washington.
Elles retirent le ® de leur nom en avril et publient leur premier album en major, Brand New Maid, en mai au sous-label de Nippon Crown, Crown Stones. En octobre et novembre 2016, Band-Maid effectue sa première tournée mondiale qui les emmènent en Amérique latine, en Europe et en Asie,,. En janvier 2017, elles publient leur premier album studio, Just Bring It. Il est précédé par le single YOLO, publié le 16 novembre 2016.
Le 25 décembre 2021, le groupe retransmet sur internet son premier concert acoustique et annonce une tournée américaine pour 2022. En septembre 2022, le groupe sort Unleash, un EP de huit titres. Le groupe joue en première partie de Guns N' Roses le 6 novembre 2022 à la Saitama Super Arena.
En 2023, elles tournent aux États-Unis, sont à l'affiche du festival Lollapalooza et sortent un Best Of en deux volumes pour célébrer le dixième anniversaire du groupe. Le 26 novembre 2023, elles jouent pour la première fois à la Yokohama Arena (17 000 places).
Le 17 avril 2024, le groupe sort "Bestie", une chanson coécrite avec Mike Einziger d'Incubus. Le 12 juin, elles jouent avec The Warning à Tokyo (la chanson "Show Them" est une collaboration des deux groupes).
Le 25 septembre 2024, le groupe lance son nouvel album, Epic Narratives.

## Style musical et image
L'image de Band-Maid s'inspire des hôtesses de Maid café. Lors d'interviews, elles expliquent que le concept est une idée de Miku, ancienne employée d'un Noodol Cafe à Akihabara. Elles considèrent dès lors leurs fans masculins de « maîtres » et leurs fans féminins de « princesses ».
Les performances du groupe sont généralement interrompues par une pause au cours de laquelle le public est diverti par une performance humoristique. Ceci est principalement fait par la guitariste rythmique Miku Kobato, qui déguise sa voix afin de paraître particulièrement mignon (kawaii). Le répertoire comprend également l'appel « moe moe kyun », qui est utilisé dans le genre anime pour exprimer le doux et le mignon et lorsqu'il est servi dans les maid-cafés. Cette pause est connue sous le nom Omanjinai-Time.
Miku s'inspire de la musique enka japonaise, Kanami est une grande fan de Carlos Santana, Akane est une fan des Deep Purple et Maximum the Hormone, en particulier de la batteuse Nao, tandis que Misa apprécie The Smashing Pumpkins et Jimi Hendrix. Miku aime chanter depuis toute petite et a étudié dans une école de chant vers 2012, puis joué de la guitare à la création de Band-Maid l'année suivante. Saiki commence à chanter à 14 ans et Band-Maid est son premier groupe,.

## Anecdotes
En janvier 2021, le luthier Zemaitis a sorti une guitare signature de la guitariste rythmique Miku Kobato sous le nom de "Flappy Pigeon". La guitare a été mise en vente en petit nombre et a reçu le numéro de produit 38 10 (39), qui en japonais se prononce " ko ba to", c'est-à-dire le nom de la guitariste. La guitare a été promue avec une vidéo d'une tournée de la compagnie.
En novembre 2024, la guitariste Kanami Tōno est devenu le premier musicien japonais à recevoir une guitare signature de la société PRS Guitars.

## Membres

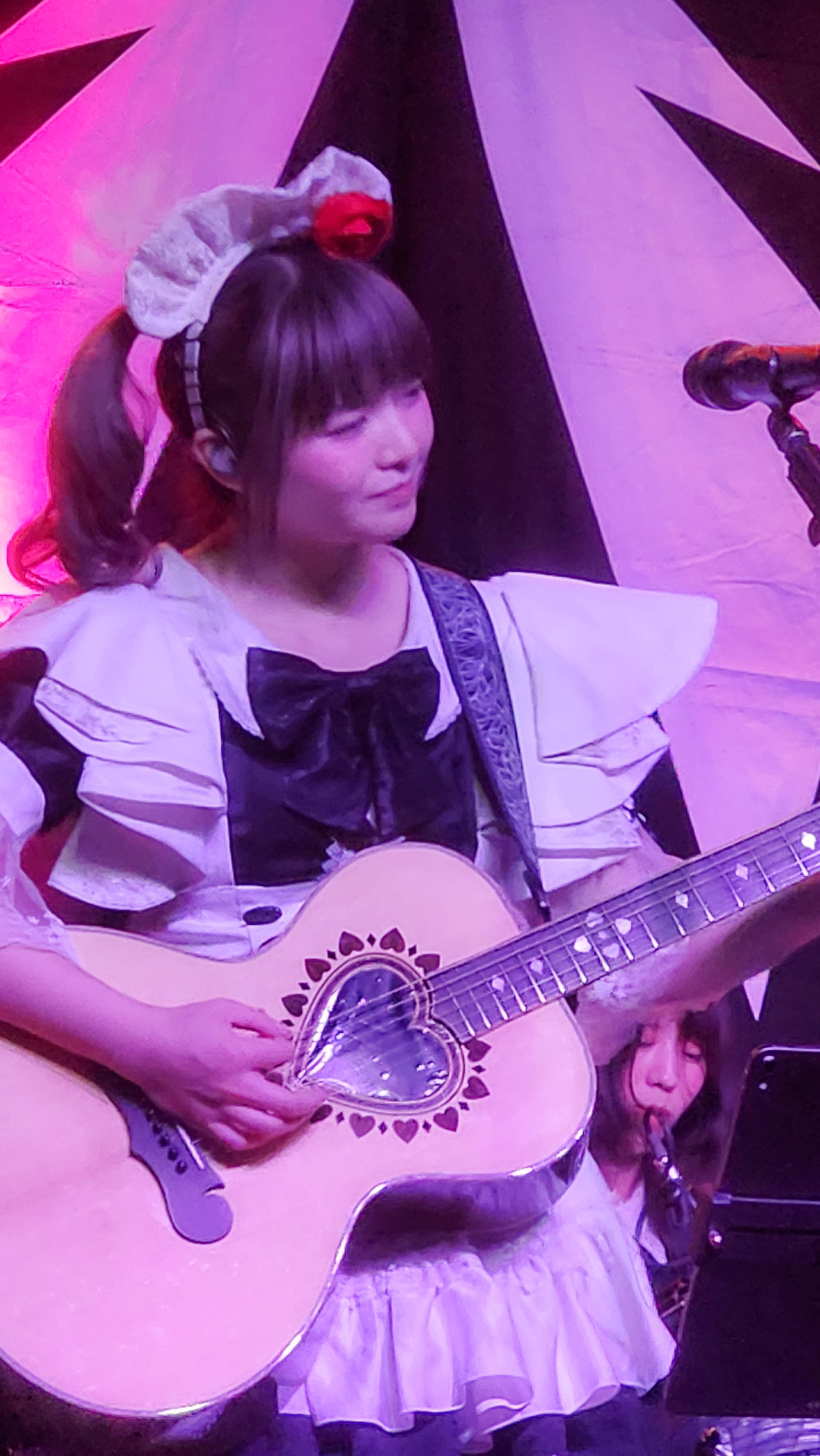
Miku Kobato
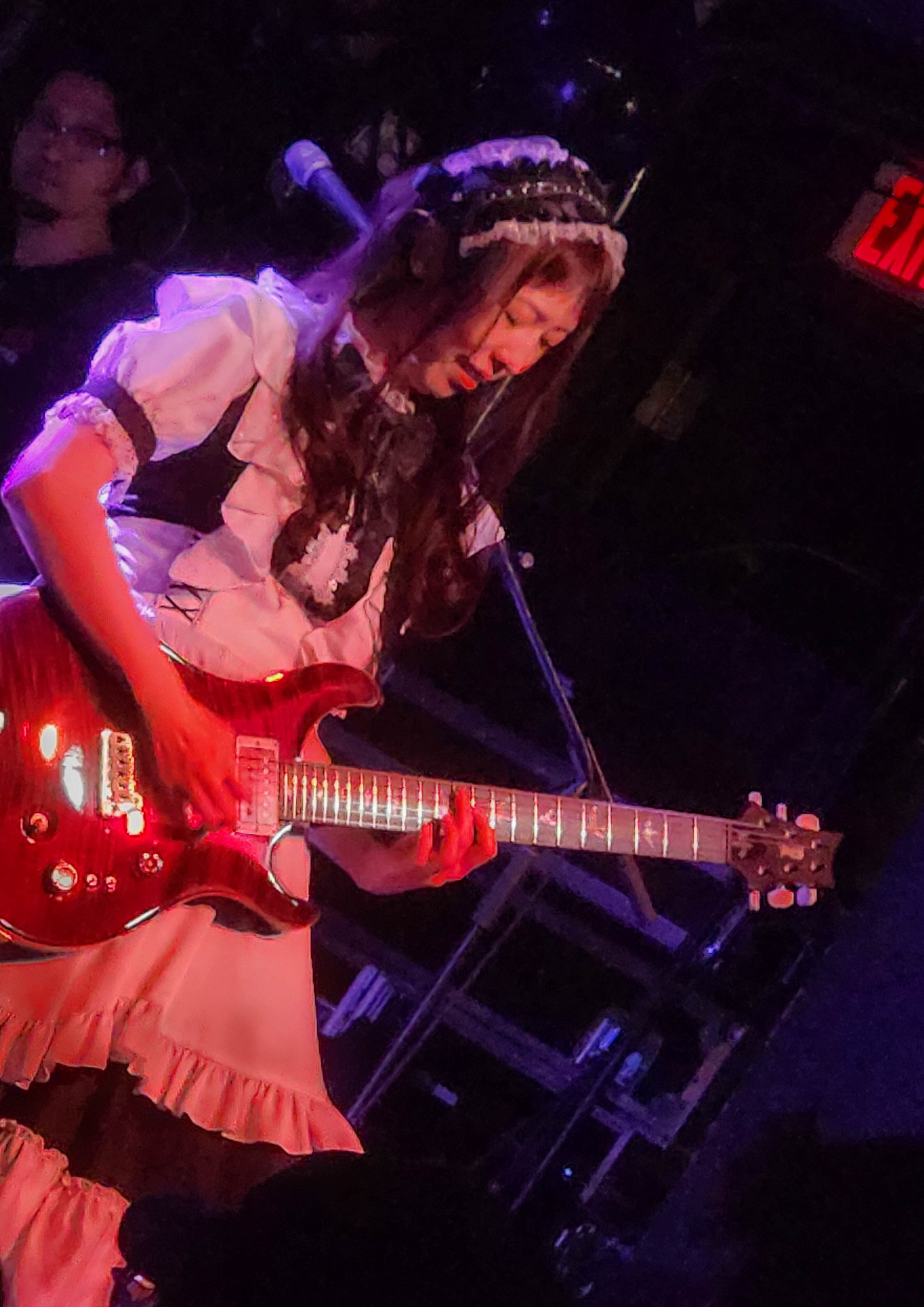
Kanami Tōno
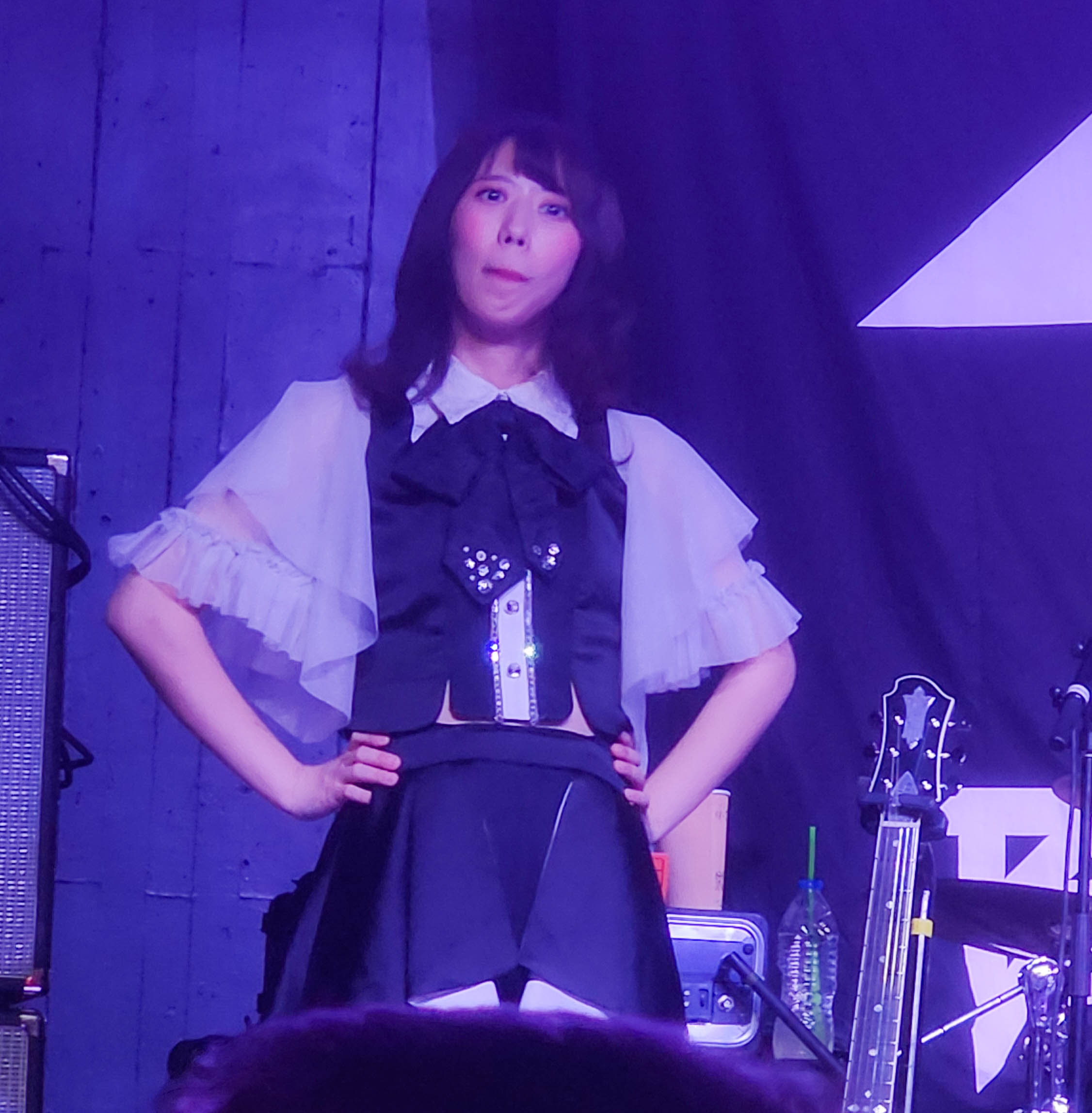
Akane Hirose
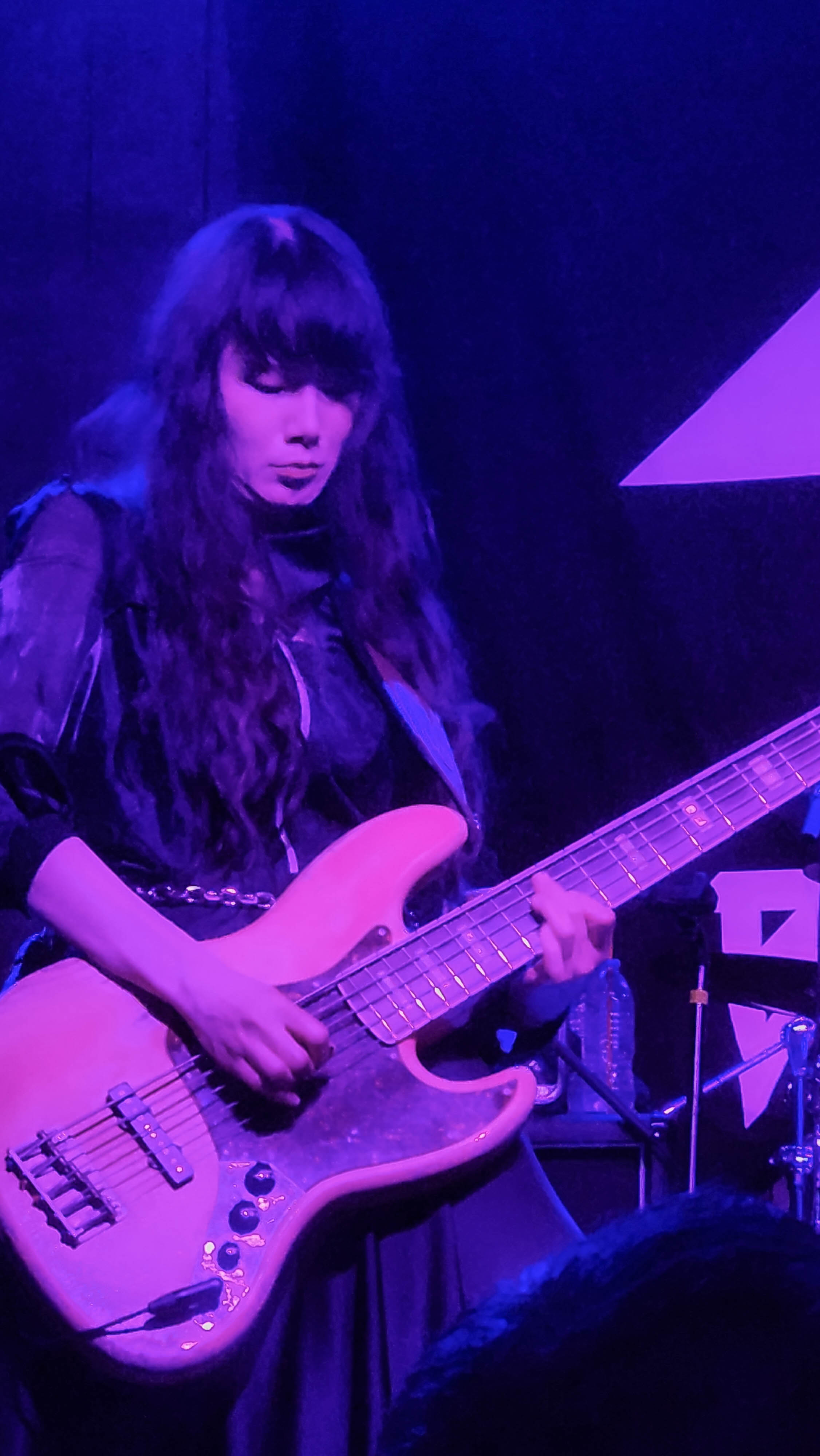
Misa
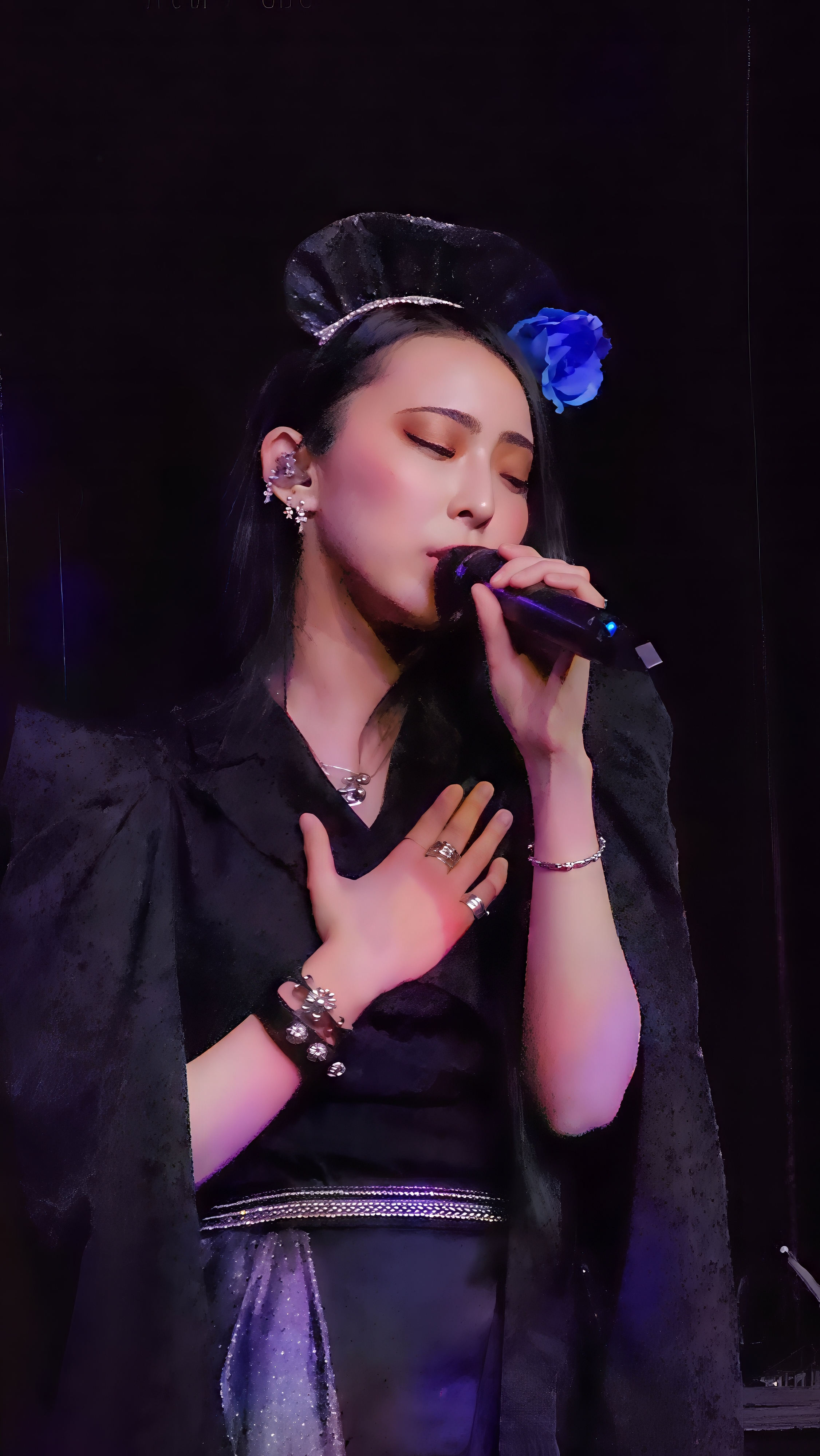
Saiki Atsumi

- Saiki Atsumi (厚見彩姫) - chant[20]
- Miku Kobato (小鳩ミク) - guitare rythmique, chant
- Kanami Tōno (遠乃歌波) - guitare solo
- Akane Hirose (廣瀬茜) - batterie
- Misa (ミサ) - basse

## Discographie

### Albums
- 2014 : Maid in Japan (en)
- 2015 : New Beginning (en)
- 2016 : Brand New Maid (en)
- 2017 : Just Bring It (en)
- 2018 : World Domination (en)
- 2019 : Conqueror (en)
- 2021 : Unseen World (en)
- 2024 : Epic Narratives (en)

### Albums en concert
- 2022 : Online Acoustic Okyu-Ji (concert acoustique de Noël 2021)
- 2024 : Acoustic Okyu-Ji CD (concert du 20 mars 2024)

### Mini-Albums
- 2019 : Band-Maiko
- 2022 : Unleash

### Singles
- 2014 : Ai to Jounetsu no Matador
- 2016 : YOLO
- 2017 : Daydreaming/Choose Me
- 2018 : Start Over
- 2019 : Glory
- 2019 : Bubble
- 2019 : Onset (Bonus CD gratuit pour l'achat groupé de Glory et Bubble)
- 2020 : Different
- 2021 : Sense

### DVD / Blu-ray
- 2020 : World Domination Tour at Line Cube Shibuya
- 2021 : Band-Maid Online Okyu-Ji (Feb. 11, 2021)
- 2023 : Tokyo Garden Theater Okyuji (Jan. 09, 2023)
- 2024 : Yokohama Arena 10th Anniversary (Nov. 26, 2023)

## Cinéma
Band-Maid apparaît dans une scène de club dans le film Kate produit par Netflix et apporte la musique de fond à une poursuite en voiture. La chanson "Choose Me" apparaît aussi dans la série Peacemaker (HBO Max).

### Anime
- 2021 : Le single "Different" sert de générique d'ouverture à la saison 3 de Log Horizon.
- 2021 : Le single "Sense" sert de générique d'ouverture à l'anime Platinum End.
- 2023 : Le single "Shambles" sert de générique à l'anime Kengan Ashura.
- 2024 : La chanson "Protect you" sert de générique au reboot de Goldorak[21].
- 2025 : La chanson "Ready to Rock" sert de générique d'ouverture à l'anime Rock Is a Lady's Modesty.